# 1723
Il 1723 (MDCCXXIII in numeri romani) è un anno  del XVIII secolo.

## Eventi
- 16 febbraio – Luigi XV di Francia fu riconosciuto ufficialmente come re di Francia.
- 9 marzo – Rivolta dei Mapuche del 1723 in Cile.[1]
- 12 luglio – Christian Wolff tiene una conferenza per studenti e magistrati alla fine del suo mandato di rettore, a seguito del quale viene bandito dalla Prussia, con l'accusa di ateismo.
- 14 settembre – António Manoel de Vilhena posa la prima pietra del Forte Manoel a Malta.[2]
- 23 settembre – Viene firmato in Russia il trattato di San Pietroburgo, che concluse la guerra russo-persiana del 1722-1723 tra la Russia imperiale e l'Iran safavide.
- 23 novembre – La Provincia della Carolina incorpora New Bern con Newbern (la città in seguito diventa la capitale della Carolina del Nord).
- 26 dicembre – La cantata Darzu ist erschienen der Sohn Gottes di Johann Sebastian Bach, viene eseguita per la prima volta Lipsia.
- Antonio Vivaldi compone Le quattro Stagioni.
- James Anderson redasse le Costituzioni che divennero poi la base per la nascita di tutte le comunioni massoniche del mondo.[3]
- A Girifalco in Calabria venne fondata quella che si ritiene essere stata la prima loggia massonica sul suolo italico.[4][5][6]
- La Provincia della Carolina incorpora Beaufort, nella Carolina del Nord, rendendola la terza città incorporata nella provincia.

## Nati

### Gennaio
- 1º gennaio - Goronwy Owen, presbitero e poeta gallese († 1769)
- 3 gennaio - Pierre Patte, architetto e incisore francese († 1814)
- 5 gennaio - Nicole-Reine Lepaute, astronoma e matematica francese († 1788)
- 16 gennaio - Wenzel Ferdinand von Lobkowicz, nobile ceco († 1739)
- 17 gennaio - Antoine Dupré, inventore francese († 1782)
- 25 gennaio - La Clairon, attrice teatrale francese († 1803)

### Febbraio
- 10 febbraio - Alexander Montgomerie, X conte di Eglinton, nobile scozzese († 1769)
- 13 febbraio - Antoine Louis, chirurgo e fisiologo francese († 1792)
- 15 febbraio - John Witherspoon, politico scozzese († 1794)
- 17 febbraio - Tobias Mayer, astronomo, cartografo e matematico tedesco († 1762)
- 17 febbraio - Lev Aleksandrovič Puškin, ufficiale russo († 1790)
- 22 febbraio - Peter Anich, cartografo austriaco († 1766)
- 25 febbraio - Francesco Ferdinando Sanseverino, arcivescovo cattolico italiano († 1793)

### Marzo
- 5 marzo - Maria di Hannover, principessa britannica († 1772)
- 9 marzo - Giacomo Leonardis, incisore italiano († 1797)
- 9 marzo - Teresa Eletta Rivetti, mistica, scrittrice e monaca cristiana italiana († 1790)
- 10 marzo - Filippo Giovanni Battista Nicolis di Robilant, architetto italiano († 1783)
- 14 marzo - Giovanni Paolo Gamba Zampol, scultore e intagliatore italiano († 1802)
- 23 marzo - François Denis Tronchet, giurista e politico francese († 1806)
- 24 marzo - Johann Friedrich Adolf von der Marwitz, generale prussiano († 1781)
- 25 marzo - Anton Maria Borga, presbitero e letterato italiano († 1768)
- 27 marzo - Georgiana Fox, I baronessa di Holland, nobildonna inglese († 1774)
- 27 marzo - James Madison Senior, militare statunitense († 1801)
- 31 marzo - Federico V di Danimarca, re († 1766)

### Aprile
- 5 aprile - Giorgio Anselmi, pittore italiano († 1797)
- 6 aprile - Gaetano Ghidetti, pittore, scenografo e architetto italiano († 1793)
- 6 aprile - Francesco Orsini von Rosenberg, nobile, diplomatico e politico austriaco († 1796)
- 11 aprile - Francesco Antonio Bustelli, ceramista svizzero († 1763)
- 14 aprile - Heinrich Wilhelm Muzell, ufficiale e diplomatico prussiano († 1782)
- 23 aprile - Michel Chartier de Lotbinière, ingegnere e militare francese († 1798)
- 23 aprile - Hannah Snell, militare inglese († 1792)
- 25 aprile - Emilio Carlo Altieri, IV principe di Oriolo, principe italiano († 1801)
- 25 aprile - Giovanni Marco Rutini, compositore e clavicembalista italiano († 1797)
- 30 aprile - Mathurin Jacques Brisson, fisico e ornitologo francese († 1806)

### Maggio
- 5 maggio - Pio Panfili, pittore, incisore e decoratore italiano († 1812)
- 12 maggio - Domenico Mondo, artista italiano († 1806)
- 16 maggio - Carlo Luigi di Anhalt-Bernburg-Schaumburg-Hoym, principe tedesco († 1806)
- 17 maggio - Bianca Laura Saibante, poetessa e letterata italiana († 1797)
- 20 maggio - Antonio Asprucci, architetto italiano († 1808)
- 20 maggio - Francisco de Saldanha da Gama, cardinale e patriarca cattolico portoghese († 1776)
- 24 maggio - Peder Ascanius, zoologo e geologo norvegese († 1803)
- 24 maggio - Antonio Caballero y Góngora, arcivescovo cattolico spagnolo († 1796)
- 27 maggio - Manuel Antonio Flórez, generale spagnolo († 1799)

### Giugno
- 3 giugno - Giovanni Antonio Scopoli, naturalista e medico italiano († 1788)
- 5 giugno - Adam Smith, filosofo e economista scozzese († 1790)
- 11 giugno - Lorenzo Onofrio Colonna, XI principe di Paliano, principe italiano († 1779)
- 11 giugno - Johann Georg Palitzsch, astronomo tedesco († 1788)
- 12 giugno - Horatio Walpole, I conte di Orford, politico inglese († 1809)
- 20 giugno - Adam Ferguson, sociologo, storico e filosofo britannico († 1816)

### Luglio
- 1º luglio - Pedro Rodríguez de Campomanes, economista, storico e politico spagnolo († 1802)
- 1º luglio - Ulrica Sofia di Meclemburgo-Schwerin, duchessa († 1813)
- 5 luglio - Filippo II di Schaumburg-Lippe, sovrano tedesco († 1787)
- 10 luglio - William Blackstone, giurista britannico († 1780)
- 11 luglio - Carolina Luisa d'Assia-Darmstadt, principessa († 1783)
- 11 luglio - Charles-Georges Le Roy, enciclopedista francese († 1789)
- 11 luglio - Jean-François Marmontel, romanziere, poeta e drammaturgo francese († 1799)
- 12 luglio - Ilario Corte, archivista italiano († 1786)
- 16 luglio - Joshua Reynolds, pittore inglese († 1792)
- 20 luglio - Robert Shirley, VI conte Ferrers, nobile britannico († 1787)
- 22 luglio - Teresa Emanuela di Baviera, nobile tedesca († 1743)
- 27 luglio - Pascal Taskin, cembalaro francese († 1793)
- 28 luglio - Sámuel Gyulay, generale austriaco († 1802)

### Agosto
- 1º agosto - Rudolf Joseph von Edling, arcivescovo cattolico austriaco († 1803)
- 4 agosto - Pieter Hendrik Reynst, ammiraglio olandese († 1791)
- 17 agosto - Francesco Maria Bolognini, presbitero italiano († 1800)
- 17 agosto - John Hobart, II conte di Buckinghamshire, nobile e politico inglese († 1793)
- 21 agosto - Bernardo Caprara, diplomatico italiano († 1778)
- 22 agosto - Augustine Prévost, generale britannico († 1786)
- 24 agosto - Fortunato Bartolomeo De Felice, scrittore e editore italiano († 1789)

### Settembre
- 7 settembre - Jacques Pierre Abbatucci, generale italiano († 1813)

### Ottobre
- 1º ottobre - Georg Rudolf Boehmer, botanico e medico tedesco († 1803)
- 4 ottobre - Nikolaus Poda von Neuhaus, entomologo austriaco († 1798)
- 17 ottobre - Claude Guimond de La Touche, drammaturgo francese († 1760)
- 22 ottobre - Giovanni Battista Guadagnini, teologo italiano († 1807)
- 23 ottobre - Pierre-François Basan, incisore, mercante d'arte e editore francese († 1797)
- 24 ottobre - Alejandro O'Reilly, generale e politico irlandese († 1794)
- 27 ottobre - William Chambers, architetto britannico († 1796)
- 30 ottobre - Domenico Passerini, pittore italiano († 1788)

### Novembre
- 4 novembre - Federico Guglielmo III di Schleswig-Holstein-Sonderburg-Beck, nobile e militare tedesco († 1757)
- 8 novembre - John Byron, ammiraglio inglese († 1786)
- 8 novembre - Niccolò Carletti, architetto, matematico e topografo italiano († 1796)
- 9 novembre - Anna Amalia di Prussia, principessa, compositrice e badessa prussiana († 1787)
- 11 novembre - Ferdinando Morozzi, cartografo, matematico e architetto italiano († 1785)
- 14 novembre - Johann Ludwig Aberli, pittore, incisore e disegnatore svizzero († 1786)
- 14 novembre - Johann Christian Krüger, scrittore tedesco († 1750)
- 21 novembre - Étienne Noël Damilaville, filosofo e enciclopedista francese († 1768)
- 22 novembre - Pierre Michel d'Ixnard, architetto francese († 1795)
- 30 novembre - William Livingston, politico statunitense († 1790)

### Dicembre
- 3 dicembre - Giovanni Benedetto Civran, vescovo cattolico italiano († 1794)
- 8 dicembre - Paul Henri Thiry d'Holbach, filosofo, enciclopedista e traduttore tedesco († 1789)
- 21 dicembre - Antonio Brognoli, poeta e storico italiano († 1807)
- 21 dicembre - Pierre Camille Le Moine, archivista francese († 1800)
- 22 dicembre - Karl Friedrich Abel, compositore e gambista tedesco († 1787)
- 26 dicembre - Teresa Albuzzi-Todeschini, cantante lirica italiana († 1760)
- 26 dicembre - Friedrich Melchior von Grimm, scrittore tedesco († 1807)
- 27 dicembre - Carlo Ottavio di Colloredo, letterato italiano († 1786)

### Senza giorno specificato
- Martín Antonio Álvarez de Sotomayor y Soto-Flores, generale spagnolo († 1819)
- Louis-Pierre Anquetil, storico francese († 1806)
- Kinzja Arslanov, rivoluzionario russo
- Domenico Auletta, compositore e organista italiano († 1753)
- Felice Luigi Balassi, matematico e presbitero italiano († 1809)
- Charles Bertram, scrittore inglese († 1765)
- Giovanni Ambrogio Bertrandi, anatomista italiano († 1765)
- Marcus Elieser Bloch, ittiologo tedesco († 1799)
- John Campbell, V duca di Argyll, nobile e ufficiale scozzese († 1806)
- Orazio Claudio Capra, architetto italiano († 1799)
- John Carr, architetto britannico († 1807)
- Cipriano di Alessandria, arcivescovo ortodosso greco († 1783)
- Vito Coco, storico, letterato e religioso italiano († 1782)
- Francesco Collecini, architetto e urbanista italiano († 1804)
- Teresa Cornelys, soprano e impresario teatrale italiano († 1797)
- Caterina Galli, mezzosoprano italiano († 1804)
- Johann Lorenz Gasser, anatomista austriaco († 1765)
- Marco Antonio Gentile, doge († 1798)
- Mary Godolphin, nobildonna inglese († 1764)
- Antonio González Velázquez, pittore spagnolo († 1793)
- Gavin Hamilton, pittore e archeologo britannico († 1798)
- Ike no Taiga, pittore e calligrafo giapponese († 1776)
- Giuseppe Lomellini, doge († 1803)
- Francesco Londonio, pittore italiano († 1783)
- Francesco Lorenzi, pittore italiano († 1787)
- Saverio Manetti, medico e botanico italiano († 1785)
- Joseph Micault d'Harvelay, funzionario francese († 1786)
- Demetrio I Mocenigo del Zante, italiano († 1793)
- Antonio Nebbia, cuoco italiano († 1786)
- Samson Occom, religioso e pedagogista statunitense († 1792)
- Pehr Osbeck, esploratore e naturalista svedese († 1805)
- Jean Pestré, abate e enciclopedista francese († 1821)
- Nicolas Marie Potain, architetto francese († 1790)
- Richard Price, filosofo britannico († 1791)
- Tomás Antonio Sánchez, scrittore spagnolo († 1802)
- Francesco Tadolini, architetto e disegnatore italiano († 1805)
- Mir Taqi Mir, poeta indiano († 1810)
- Francesco Antonio Baldassare Uttini, compositore e direttore d'orchestra italiano († 1795)
- Giacomo Van Lint, pittore italiano († 1790)
- Philippe Antoine de La Tour du Pin Gouvernet, generale francese († 1794)
- Jan de Lichte, brigante fiammingo († 1748)
- Jean-Baptiste du Barry, nobile francese († 1794)
- Friedrich Karl von Moser, politico tedesco († 1798)
- İvazzade Halil Pascià, politico e militare ottomano († 1777)
- İzzet Mehmed Pascià, politico ottomano († 1784)

## Morti

### Gennaio
- 7 gennaio - Guglielmo Federico di Brandeburgo-Ansbach, nobile (n. 1686)
- 14 gennaio - Carlo Enrico di Lorena, principe francese (n. 1649)
- 22 gennaio - Arcangelo Guglielmelli, architetto, ingegnere e pittore italiano (n. 1648)
- 28 gennaio - James Stuart, II conte di Bute, nobile scozzese (n. 1696)

### Febbraio
- 2 febbraio - Antonio Maria Valsalva, medico, anatomista e chirurgo italiano (n. 1666)
- 3 febbraio - James Littleton, militare e politico inglese (n. 1668)
- 7 febbraio - Isabella FitzRoy, duchessa di Grafton, nobile inglese (n. 1668)
- 7 febbraio - Carlo Francesco Pollarolo, compositore e organista italiano
- 11 febbraio - Ferdinando II Gonzaga, nobile italiano (n. 1648)
- 11 febbraio - Enrico Merengo, scultore tedesco
- 23 febbraio - Jean Papillon il Giovane, incisore e disegnatore francese (n. 1661)
- 23 febbraio - Anna del Palatinato, principessa (n. 1648)
- 25 febbraio - Christopher Wren, architetto, fisico e matematico inglese (n. 1632)
- 26 febbraio - Thomas D'Urfey, drammaturgo e poeta britannico (n. 1653)

### Marzo
- 12 marzo - Anna Cristina di Sulzbach, principessa francese (n. 1704)
- 15 marzo - Niccolò Placido II Branciforte, nobile e politico italiano (n. 1651)
- 15 marzo - Johann Christian Günther, poeta tedesco (n. 1695)
- 16 marzo - Ya'arab bin Bel'arab, sovrano omanita
- 27 marzo - Constantyn Netscher, pittore olandese (n. 1668)
- 31 marzo - Edward Hyde, III conte di Clarendon, nobile e politico britannico (n. 1661)

### Aprile
- 4 aprile - Federica Enrichetta di Anhalt-Bernburg, nobile (n. 1702)
- 4 aprile - François Aimé Pouget, religioso e teologo francese (n. 1666)
- 5 aprile - Johann Bernhard Fischer von Erlach, architetto austriaco (n. 1656)
- 5 aprile - Andrea Porta, pittore italiano (n. 1656)
- 10 aprile - Leopold Schlik zu Bassano und Weißkirchen, generale, diplomatico e nobile boemo (n. 1663)
- 10 aprile - Claude-Frédéric t'Serclaes van Tilly, generale olandese (n. 1648)
- 24 aprile - Elizabeth Stanhope, nobildonna inglese (n. 1663)
- 29 aprile - Antonio Gaspari, architetto italiano (n. 1656)

### Maggio
- 1º maggio - Jacques-Louis de Beringhen, nobile, militare e politico francese (n. 1651)
- 2 maggio - Cristoforo di Baden-Durlach, principe tedesco (n. 1684)
- 10 maggio - Abraham Genoels II, pittore e incisore fiammingo (n. 1640)
- 11 maggio - Jean Galbert de Campistron, drammaturgo francese (n. 1656)
- 11 maggio - René Charpentier, scultore francese (n. 1680)
- 12 maggio - Johannes Voorhout, pittore olandese (n. 1647)
- 23 maggio - Jean-François Salgues de Valdéries de Lescure, vescovo cattolico francese (n. 1644)
- 25 maggio - Romolo Spezioli, medico italiano (n. 1642)
- 27 maggio - Charles Lennox, I duca di Richmond, nobile inglese (n. 1672)

### Giugno
- 3 giugno - Filippo Maria Casoni, storico italiano (n. 1662)
- 4 giugno - Leopoldo Clemente di Lorena, principe (n. 1707)
- 7 giugno - Dorotea Sofia d'Assia-Darmstadt, nobile (n. 1689)
- 22 giugno - George Delaval, ammiraglio, politico e diplomatico britannico

### Luglio
- 3 luglio - Lucio della Torre, nobile italiano (n. 1695)
- 4 luglio - Claude Fleury, storico, religioso e avvocato francese (n. 1640)
- 4 luglio - Gregor Schwenzengast, scultore austriaco (n. 1646)
- 18 luglio - Francesco Maria Tansi, vescovo cattolico italiano (n. 1668)
- 22 luglio - Costantino Ladislao Sobieski, nobile polacco (n. 1680)
- 26 luglio - Robert Bertie, I duca di Ancaster e Kesteven, nobile e militare britannico (n. 1660)
- 28 luglio - Mariana Alcoforado, monaca cristiana portoghese (n. 1640)

### Agosto
- 10 agosto - Guillaume Dubois, cardinale e arcivescovo cattolico francese (n. 1656)
- 21 agosto - Dimitrie Cantemir, letterato, storico e filosofo romeno (n. 1673)
- 23 agosto - Increase Mather, pastore protestante e scrittore inglese (n. 1639)
- 27 agosto - Antoni van Leeuwenhoek, ottico e naturalista olandese (n. 1632)
- 27 agosto - Antonio Zacco, militare italiano (n. 1654)

### Settembre
- 15 settembre - Francesco Pio di Savoia, nobile, politico e militare spagnolo (n. 1672)
- 23 settembre - William Babell, musicista e compositore inglese
- 23 settembre - Domenico Antonio Mele, poeta, librettista e medico italiano (n. 1647)
- 29 settembre - Rachel Wriothesley, nobildonna inglese (n. 1636)

### Ottobre
- 1º ottobre - Frédéric Maurice Casimir de La Tour d'Auvergne, nobile francese (n. 1702)
- 13 ottobre - Praskov'ja Fëdorovna Saltykova, nobile russa (n. 1664)
- 16 ottobre - Giovan Battista Contini, architetto italiano (n. 1642)
- 19 ottobre - Godfrey Kneller, artista e pittore tedesco (n. 1646)
- 31 ottobre - Cosimo III de' Medici, sovrano italiano (n. 1642)

### Novembre
- 3 novembre - Domenico Bernini, storico e biografo italiano (n. 1657)
- 11 novembre - Ludovico Gregorini, architetto e ingegnere italiano
- 12 novembre - Giuseppe Clemente di Baviera, arcivescovo cattolico tedesco (n. 1671)
- 19 novembre - Antoine Nompar de Caumont, nobile e generale francese (n. 1632)
- 23 novembre - Paolo Vallaresso, vescovo cattolico italiano (n. 1660)
- 27 novembre - Filippo Ernesto I di Lippe-Alverdissen, nobile tedesco (n. 1659)

### Dicembre
- 1º dicembre - Susanna Centlivre, drammaturga e attrice teatrale britannica (n. 1667)
- 2 dicembre - Filippo II di Borbone-Orléans, nobile, politico e generale francese (n. 1674)
- 6 dicembre - Carlo Luigi di Nassau-Saarbrücken, nobile tedesco (n. 1665)
- 7 dicembre - Jan Blažej Santini-Aichel, architetto ceco (n. 1677)
- 13 dicembre - Alexander Selkirk, corsaro britannico (n. 1676)
- 14 dicembre - Carlo Francesco Giocoli, vescovo cattolico italiano (n. 1664)
- 20 dicembre - Augustus Quirinus Rivinus, medico e botanico tedesco (n. 1652)

### Senza giorno specificato
- Beata Elisabet von Königsmarck, nobildonna svedese (n. 1637)
- Filippo Bentivoglio, nobile italiano
- Joseph Bingham, storico britannico (n. 1668)
- François de Camps, presbitero, numismatico e antiquario francese (n. 1643)
- Michel III Danican Philidor, compositore francese (n. 1683)
- Abraham Davel, patriota svizzero (n. 1670)
- Carlo Antonio Grue, ceramista italiano (n. 1655)
- Francesco Invrea, doge italiano (n. 1641)
- John Johnson, militare britannico
- María Justa de Jesús, religiosa e mistica spagnola (n. 1667)
- Maria Caterina Locatelli, pittrice italiana
- Gaetano Martoriello, pittore italiano (n. 1673)
- Angelo Massarotti, pittore italiano (n. 1653)
- Kirill Alekseevič Naryškin, politico russo (n. 1670)
- Constantine Phipps, giudice irlandese (n. 1656)
- Lucantonio Porzio, medico italiano (n. 1639)
- Archibald Primrose, I conte di Rosebery, nobile e politico scozzese (n. 1664)
- Jean Péru, architetto francese (n. 1650)
- Samuele di Alessandria, arcivescovo ortodosso greco (n. 1661)
- Eleonora Barbara di Thun-Hohenstein, principessa austriaca (n. 1661)
- Xiao Gong Ren, imperatrice e principessa cinese (n. 1660)
- Zanabazar, monaco buddhista e scultore mongolo (n. 1635)

## Calendario
| Calendario 1723 | Calendario 1723 | Calendario 1723 | Calendario 1723 | Calendario 1723 | Calendario 1723 | Calendario 1723 | Calendario 1723 | Calendario 1723 | Calendario 1723 | Calendario 1723 | Calendario 1723 | Calendario 1723 | Calendario 1723 | Calendario 1723 | Calendario 1723 | Calendario 1723 | Calendario 1723 | Calendario 1723 | Calendario 1723 | Calendario 1723 | Calendario 1723 | Calendario 1723 | Calendario 1723 | Calendario 1723 | Calendario 1723 | Calendario 1723 | Calendario 1723 | Calendario 1723 | Calendario 1723 | Calendario 1723 | Calendario 1723 | Calendario 1723 |
| --------------- | --------------- | --------------- | --------------- | --------------- | --------------- | --------------- | --------------- | --------------- | --------------- | --------------- | --------------- | --------------- | --------------- | --------------- | --------------- | --------------- | --------------- | --------------- | --------------- | --------------- | --------------- | --------------- | --------------- | --------------- | --------------- | --------------- | --------------- | --------------- | --------------- | --------------- | --------------- | --------------- |
|                 | 1               | 2               | 3               | 4               | 5               | 6               | 7               | 8               | 9               | 10              | 11              | 12              | 13              | 14              | 15              | 16              | 17              | 18              | 19              | 20              | 21              | 22              | 23              | 24              | 25              | 26              | 27              | 28              | 29              | 30              | 31              |                 |
| Gennaio         | Ve              | Sa              | Do              | Lu              | Ma              | Me              | Gi              | Ve              | Sa              | Do              | Lu              | Ma              | Me              | Gi              | Ve              | Sa              | Do              | Lu              | Ma              | Me              | Gi              | Ve              | Sa              | Do              | Lu              | Ma              | Me              | Gi              | Ve              | Sa              | Do              |                 |
| Febbraio        | Lu              | Ma              | Me              | Gi              | Ve              | Sa              | Do              | Lu              | Ma              | Me              | Gi              | Ve              | Sa              | Do              | Lu              | Ma              | Me              | Gi              | Ve              | Sa              | Do              | Lu              | Ma              | Me              | Gi              | Ve              | Sa              | Do              |                 |                 |                 |                 |
| Marzo           | Lu              | Ma              | Me              | Gi              | Ve              | Sa              | Do              | Lu              | Ma              | Me              | Gi              | Ve              | Sa              | Do              | Lu              | Ma              | Me              | Gi              | Ve              | Sa              | Do              | Lu              | Ma              | Me              | Gi              | Ve              | Sa              | Do              | Lu              | Ma              | Me              |                 |
| Aprile          | Gi              | Ve              | Sa              | Do              | Lu              | Ma              | Me              | Gi              | Ve              | Sa              | Do              | Lu              | Ma              | Me              | Gi              | Ve              | Sa              | Do              | Lu              | Ma              | Me              | Gi              | Ve              | Sa              | Do              | Lu              | Ma              | Me              | Gi              | Ve              |                 |                 |
| Maggio          | Sa              | Do              | Lu              | Ma              | Me              | Gi              | Ve              | Sa              | Do              | Lu              | Ma              | Me              | Gi              | Ve              | Sa              | Do              | Lu              | Ma              | Me              | Gi              | Ve              | Sa              | Do              | Lu              | Ma              | Me              | Gi              | Ve              | Sa              | Do              | Lu              |                 |
| Giugno          | Ma              | Me              | Gi              | Ve              | Sa              | Do              | Lu              | Ma              | Me              | Gi              | Ve              | Sa              | Do              | Lu              | Ma              | Me              | Gi              | Ve              | Sa              | Do              | Lu              | Ma              | Me              | Gi              | Ve              | Sa              | Do              | Lu              | Ma              | Me              |                 |                 |
| Luglio          | Gi              | Ve              | Sa              | Do              | Lu              | Ma              | Me              | Gi              | Ve              | Sa              | Do              | Lu              | Ma              | Me              | Gi              | Ve              | Sa              | Do              | Lu              | Ma              | Me              | Gi              | Ve              | Sa              | Do              | Lu              | Ma              | Me              | Gi              | Ve              | Sa              |                 |
| Agosto          | Do              | Lu              | Ma              | Me              | Gi              | Ve              | Sa              | Do              | Lu              | Ma              | Me              | Gi              | Ve              | Sa              | Do              | Lu              | Ma              | Me              | Gi              | Ve              | Sa              | Do              | Lu              | Ma              | Me              | Gi              | Ve              | Sa              | Do              | Lu              | Ma              |                 |
| Settembre       | Me              | Gi              | Ve              | Sa              | Do              | Lu              | Ma              | Me              | Gi              | Ve              | Sa              | Do              | Lu              | Ma              | Me              | Gi              | Ve              | Sa              | Do              | Lu              | Ma              | Me              | Gi              | Ve              | Sa              | Do              | Lu              | Ma              | Me              | Gi              |                 |                 |
| Ottobre         | Ve              | Sa              | Do              | Lu              | Ma              | Me              | Gi              | Ve              | Sa              | Do              | Lu              | Ma              | Me              | Gi              | Ve              | Sa              | Do              | Lu              | Ma              | Me              | Gi              | Ve              | Sa              | Do              | Lu              | Ma              | Me              | Gi              | Ve              | Sa              | Do              |                 |
| Novembre        | Lu              | Ma              | Me              | Gi              | Ve              | Sa              | Do              | Lu              | Ma              | Me              | Gi              | Ve              | Sa              | Do              | Lu              | Ma              | Me              | Gi              | Ve              | Sa              | Do              | Lu              | Ma              | Me              | Gi              | Ve              | Sa              | Do              | Lu              | Ma              |                 |                 |
| Dicembre        | Me              | Gi              | Ve              | Sa              | Do              | Lu              | Ma              | Me              | Gi              | Ve              | Sa              | Do              | Lu              | Ma              | Me              | Gi              | Ve              | Sa              | Do              | Lu              | Ma              | Me              | Gi              | Ve              | Sa              | Do              | Lu              | Ma              | Me              | Gi              | Ve              |                 |